# 斯托納 (科羅拉多州)
斯托納（英語：Stoner）是位於美國科羅拉多州蒙提祖馬縣的一個非建制地區。該地的面積和人口皆未知。

## 地理
斯托納的座標為37°35′22″N 108°19′12″W / 37.58944°N 108.32000°W，而該地的平均海拔高度為2280米（即7479英尺）。